# Branton (South Yorkshire)
Branton is een dorp in de civil parish Cantley in het bestuurlijke gebied Doncaster, in het Engelse graafschap South Yorkshire. Het dorp ligt zo'n 6 kilometer ten oosten van Doncaster. In 2011 telde de plaats 1992 inwoners.
Branton wordt genoemd in het Domesday Book als eigendom van Geoffrey Alselin. De naam Branton komt van het Oudengelse Brōm-tūn, wat vertaald kan worden als de boerderij/plaats waar de bezem groeide. In 1951 ontdekte een boer in de velden van Kilham Farm, ten noordoosten van het dorp, resten van aardewerk. Archeologisch onderzoek leidde tot de ontdekking van een Romeins-Britse aardewerk locatie met verschillende ovens. De nabijgelegen rivier Torne werd gebruikt om dit te vervoeren. 
In het dorp zijn verschillende voorzieningen te vinden, zoals een basisschool, postkantoor, winkels en een pub, The Three Horseshoes. Vroeger waren er ook een kerk en kapel, maar die zijn afgebroken. Er is een busverbinding met Cantley en Doncaster. Ten zuiden van het dorp ligt het Yorkshire Wildlife Park. Het dorp wordt in het oosten begrensd door de rivier Torne en in het westen door de M18, die het dorp ook scheidt van Cantley.